# Egon Scheibe
Egon Scheibe (* 28. September 1908 in München; † 26. September 1997 in Dachau) war ein deutscher Unternehmer und Flugzeugkonstrukteur.

## Leben
Er besuchte das Gymnasium und studierte Flugzeugbau an der TH München. Nach dem Diplomabschluss 1933 arbeitete er bis 1935 im Rahmen der Segelflugorganisation in Bayern; von 1935 bis 1937 war er Flugbauführer der Deutschen Versuchsanstalt für Luftfahrt (DVL). 1937 bestand Egon Scheibe die Flugbaumeisterprüfung. Von 1938 bis zum Ende des Zweiten Weltkriegs war er in der Flugzeugentwicklung tätig.
Nach dem Krieg erwarb er eine Baracke im einstigen Telefunken-Werk an der Theodor-Heuss-Straße in Dachau, in der ab 1951 Segelflugzeuge entstanden.
Er leitete das Unternehmen bis zu seinem Tod; sein Grabstein im Dachauer Waldfriedhof ist mit einem Flugzeug geschmückt.

## Leistungen
In den 1930er Jahren war er in der Jungen Gruppe der Akaflieg München aktiv und begründete die sogenannte Münchner Schule, die den Segelflugzeugbau nachhaltig beeinflusste.
Nach der Wiederzulassung des Segelflugs im Jahre 1951 gründete er das Unternehmen Scheibe-Flugzeugbau in Dachau. Hier entwickelte und produzierte er bis in die späten 1990er Jahre Segelflugzeuge und Motorsegler, beginnend mit der Modellreihe „Scheibe Bergfalke“.

## Werke

### Mü 10 „Milan“
Das doppelsitzige Segelflugzeug wurde von Egon Scheibe konstruiert und unter seiner Bauaufsicht fertiggestellt. Das konstruktiv richtungweisende Flugzeug erhielt 1934 den Rhön-Konstruktionspreis.

### Mü 13 „Merlin“
Die Konstruktion von Egon Scheibe unter Beteiligung von Kurt Schmidt hatte Stahlrohrrumpf und Leitwerksanordnung von der Mü 10 übernommen. Der Einsitzer war mit einer Gleitzahl von 28 eines der besten Leistungs-Segelflugzeuge vor dem Zweiten Weltkrieg. Kurt Schmidt erflog mit der Mü 13 „Atalante“ den Gesamtsieg beim Rhönwettbewerb 1936.

### Mü 13 E „Bergfalke“
Mit dieser Konstruktion wurde 1951 die erfolgreiche Serie der Bergfalken und der kommerzielle Flugzeugbau im neu gegründeten Unternehmen Scheibe-Flugzeugbau begonnen.

### Scheibe Spatzen-Familie
Mit dem „Spatz“ entstand ein robustes und preiswertes einsitziges Leistungsflugzeug. Die Variante SF 24 „Motorspatz“ trug zum Erfolg der aufkommenden Motorsegler-Bewegung bei.

### Motorfalken
Mit der Baureihe SF 25 schuf Scheibe einen der erfolgreichsten Motorsegler in Europa. Er wird neben seiner ursprünglichen Auslegung als Reisemotorsegler als Schleppflugzeug, zur Schulung und zur Überlandeinweisung genutzt. Trotz der aufkommenden Kunststoff-Motorsegler konnten diese der SF 25 nie ihre Rolle als robuste  „Arbeitstiere“ in den Vereinen streitig machen. Die genaue Stückzahl ist nicht bekannt, es müssen aber über 1500 „Motorfalken“ gebaut worden sein.